# Remixed!
Remixed! – pierwszy minialbum amerykańskiej grupy Scissor Sisters. Wydany w limitowanej edycji minialbum zawiera remiksy wcześniej wydanych utworów oraz niepublikowane dotąd materiały nagrane przez zespół. Na EP ukazał się utwór "The Skins", który był niedostępny poza granicami Wielkiej Brytanii oraz pierwszy przebój grupy "Electrobix".
Płyta jest dostępna za pośrednictwem sklepu iTunes.

## Lista utworów
1. "Filthy/Gorgeous" (ATOC vs Superbuddha Remix) – 4:13
2. "Comfortably Numb" (ATOC Dub Remix) – 4:44
3. "The Skins" – 2:55
4. "Comfortably Numb" (Tiga Remix) – 5:47
5. "Electrobix" (12" mix) – 6:00
6. "Filthy/Gorgeous" (extended mix) – 5:44
7. "Comfortably Numb" (ATOC Extended Edit) – 5:39
8. "Comfortably Numb" (Tiga Dub) – 5:26
9. "Electrobix" (Hungry Wives Remix) – 5:18